# Химна Румуније
Пробудите се Румуни! (рум. Deșteaptă-te, române!) је химна Румуније.

## Стихови
-{
Deşteaptă-te, române, din somnul cel de moarte, 
În care te-adânciră barbarii de tirani 
Acum ori niciodată croieşte-ţi altă soarte, 
La care să se-nchine şi cruzii tăi duşmani. 
Acum ori niciodată să dăm dovezi în lume 
Că-n aste mâni mai curge un sânge de roman, 
Şi că-n a noastre piepturi păstrăm cu fală-un nume 
Triumfător în lupte, un nume de Traian. 
Înalţă-ţi lata frunţe şi caută-n giur de tine,
Cum stau ca brazi în munte voinici sute de mii;
Un glas el mai aşteaptă şi sar ca lupi în stâne,
Bătrâni, bărbaţi, juni, tineri, din munţi şi din câmpii.
Priviţi, măreţe umbre, Mihai, Ştefan, Corvine, 
Româna naţiune, ai voştri strănepoţi, 
Cu braţele armate, cu focul vostru-n vine, 
"Viaţa-n libertate ori moarte" strigă toţi. 
Pre voi vă nimiciră a pizmei răutate
Şi oarba neunire la Milcov şi Carpaţi
Dar noi, pătrunşi la suflet de sfânta libertate,
Jurăm că vom da mâna, să fim pururea fraţi.
O mamă văduvită de la Mihai cel Mare
Pretinde de la fii-şi azi mână d-ajutori,
Şi blastămă cu lacrămi în ochi pe orişicare,
În astfel de pericul s-ar face vânzători.
De fulgere să piară, de trăsnet şi pucioasă,
Oricare s-ar retrage din gloriosul loc,
Când patria sau mama, cu inima duioasă,
Va cere ca să trecem prin sabie şi foc.
N-ajunge iataganul barbarei semilune,
A cărui plăgi fatale şi azi le mai simţim;
Acum se vâră cnuta în vetrele străbune,
Dar martor ne de Domnul că vii nu oprimim.
N-ajunge despotismul cu-ntreaga lui orbie,
Al cărui jug de seculi ca vitele-l purtăm;
Acum se-ncearcă cruzii, cu oarba lor trufie,
Să ne răpească limba, dar morţi numai o dăm.
Români din patru unghiuri, acum ori niciodată
Uniţi-vă în cuget, uniţi-vă-n simţiri.
Strigaţi în lumea largă că Dunărea-i furată
Prin intrigă şi silă, viclene uneltiri.
Preoţi, cu crucea-n frunţe căci oastea e creştină, 
Deviza-i libertate şi scopul ei preasfânt. 
Murim mai bine-n luptă, cu glorie deplină, 
Decât să fim sclavi iarăşi în vechiul nost'pământ.}-

## Превод
Због румунског закона, не постоје службени преводи ове песме на друге језике.
1
Пробудите се, Румуни, из смртног сна
У који су вас уљуљали варварски тирани
Сад, или никад, ваш усуд се обнавља,
Којем ће се клањати и ваши непријатељи.
2
Сада или никад дајмо свету доказ
Да у овим жилама још тече римска крв
Да у својим грудима још увек чувамо понос на име
Победника у биткама, име Трајана!
4
Чувајте се, сјене висине, Михаје, Стефане, Корвине,
Румунски народ, ваша велебна унучад,
С оружјем у рукама, с вашом ватром у својим венама,
„Живот у слободи или смрт!" викну сви.